# Estadio Santiago Bernabéu
Das Estadio Santiago Bernabéu ist ein Fußballstadion im Stadtbezirk Chamartín der spanischen Hauptstadt Madrid. Es ist im Eigentum des Fußballvereins Real Madrid und nach dem langjährigen Präsidenten Santiago Bernabéu (1895–1978) benannt. Die Spielstätte wurde von 1944 bis 1947 erbaut und liegt im Stadtzentrum. Derzeit fasst es 78.297 Zuschauer. Seit dem 14. November 2007 gehört das Santiago Bernabéu zur Kategorie 4, der höchsten Stadion-Klasse gemäß der Einstufung der UEFA.

## Geschichte

### Anfänge
Santiago Bernabéu, der mit 14 Jahren bei Real Madrid das Fußballspielen anfing, später erster Sekretär, Trainer und von 1943 bis 1978 Präsident war, träumte davon, Real Madrid zum besten Verein in Europa und der Welt zu machen. Das neue Stadion sollte dahingehend den ersten Schritt markieren. Zu jener Zeit, in der die einzigen Einnahmen der Vereine die Ticketverkäufe waren, kam er auf die Idee, dass man mit dem größten Stadion die höchsten Einnahmen und somit den größten und besten Verein der Welt haben würde. Nachdem 1944 genügend Spenden der Real-Anhänger eingeholt worden waren, begann der Bau am 27. Oktober des Jahres in Chamartín de la Rosa, einer Gemeinde nördlich der spanischen Hauptstadt die erst am 5. Juni 1948 als Stadtbezirk Chamartín Madrid eingegliedert werden sollte. Das damals noch weit abseits des Stadtgebietes gelegene Bauareal lag unmittelbar neben den Grundstücken der damaligen Wettkampfstätte des Vereins, dem Estadio de Chamartín, mit dem es sich teilweise überschnitt.
Das Stadion wurde Ende des Zweiten Weltkrieges gebaut und am 14. Dezember 1947 als Nuevo Estadio Chamartín mit 75.000 Plätzen in einem Freundschaftsspiel zwischen der Heimmannschaft und Belenenses Lissabon offiziell eröffnet. Die Begegnung endete mit 3:1 für Real Madrid und der erste Torschütze im neuen Stadion war Sabino Barinaga. Seither wurde es mehrmals erweitert oder umgebaut. Bereits 1953, nur sechs Jahre nach der Eröffnung, begannen die Bauarbeiten eines dritten Ranges auf der Osttribüne. Am 19. Juni 1954 waren diese beendet und die Kapazität der Spielstätte erhöhte sich auf 125.000 Plätzen. Die ausgebaute und durch zwei Türme begrenzte Tribüne sollte über mehrere Jahre das Erscheinungsbild des Santiago Bernabéu prägen. Am 14. Januar 1955 stimmte die Mitgliederversammlung des Klubs für die Umbenennung des Stadions zu Ehren des damaligen Vereinspräsidenten Santiago Bernabéu, nach dessen Vision die Spielstätte gebaut worden war.
Am 18. Mai 1957 weihte Real Madrid in einem Spiel gegen Sport Recife die Flutlichtanlage des Bernabéu-Stadions ein. Es war die erste dauerhafte Beleuchtungsanlage eines Fußballstadions in Spanien, seither waren auch Nachtspiele möglich. Eine weitere technische Neuerung stellte die Installation einer elektronischen Anzeigetafel zum 25. Jubiläum des Stadions am 14. Dezember 1972 dar. Auch in diesem Fall war Real Madrid Pionier im spanischen Fußball.

### Renovierung für die WM 1982
Die nächste umfassende Renovierung des Estadio Bernabéu wurde zur Fußball-Weltmeisterschaft 1982 in Angriff genommen. Hierbei wurden auf der Haupt- und Gegentribüne die Stehplätze in Sitzplätze umgewandelt, dadurch verringerte sich die Kapazität auf rund 90.000 Plätze. Außerdem wurden die West- sowie die beiden Tortribünen überdacht, zwei elektronische Anzeigetafeln in die neue Dachkonstruktion eingebaut, die Außenfassade des Stadions sowie Presseeinrichtungen, Umkleidekabinen, die Stadionzugänge und diverse andere Inneneinrichtungen renoviert. Die Architekten des Umbaus waren Luis und Rafael Alemany Indarte, die Söhne von Luis Alemany Soler, einem der Architekten des Stadions, sowie Manuel Salinas. Die Kosten für den Umbau beliefen sich auf 704 Millionen Peseten, von denen der Klub selbst 530 Millionen trug.

### Erweiterung 1992–1994
Am 7. Februar 1992 startete die bis zu diesem Zeitpunkt wohl größte Renovierung und Erweiterung der Spielstätte. Das Stadion wurde auf 106.500 Plätze ausgebaut und hierfür das bereits vorhandene Dach von 22 auf 45 Meter angehoben und angepasst, um einem dritten Zuschauerrang, der sich über die West- sowie die beiden Tortribünen erstreckte, Platz zu machen. Zudem wurde wegen der geringeren Sonneneinwirkung eine Rasenheizung installiert. Die vom Architekten Antonio Lamela geführte Renovierung endete am 7. Mai 1994, kostete den Verein insgesamt über fünf Milliarden Peseten und prägte das Erscheinungsbild des Stadions.
Durch die neuen UEFA-Bestimmungen wurden im Jahr 1998 alle noch verbliebenen Stehplätze in Sitzplätze umgewandelt. Dies führte zu einer Kapazitätsabnahme auf 74.300 Plätze.

### Renovierung 2001–2006
Mit der Amtsübernahme des Unternehmers und Präsidenten Florentino Pérez im Jahr 2000 begann ein weiteres großes Ausbau- und Renovierungsprojekt. Die Osttribüne wurde ausgebaut und überdacht; diese im Jahr 2004 fertiggestellte Renovierung erhöhte die Zuschauerkapazität auf 80.354 Plätze. Verantwortlich für das Projekt war wie schon 1992 das Architektenbüro Estudio Lamela. Außerdem wurden neue Umkleidekabinen, VIP-Logen, Ehrentribünen und Presseräume gebaut sowie das gesamte Audiosystem und die Großbildschirme ausgewechselt. Zur Verbesserung des Zuschauerkomforts wurden Panoramaaufzüge und Fahrtreppen installiert, auf den Tribünen sorgen Heizstrahler für angenehme Temperaturen. 2006 eröffnete der Verein zudem ein an das Stadion angebautes Multifunktionsgebäude mit Presseräumen, Büros, TV-Sets sowie einem 1.500 m² großen Adidas-Fanshop. Neben diversen kleineren Gastronomieeinrichtungen verfügte das Stadion auch über vier Restaurants, das Realcafé Bernabéu, das Puerta 57, das Zen Market und das Asador de la Esquina. Zwischen 2000 und 2006 hat der Verein insgesamt 129 Millionen Euro in die Renovierung und den Ausbau des Stadions investiert.
Am 22. Mai 2010 war das Santiago Bernabéu Austragungsort des Champions-League-Finales, welches Inter Mailand mit 2:0 gegen den FC Bayern München gewann. Im Sommer des Jahres 2011 fand die bisher letzte Erweiterung des Stadions statt; durch einen geringfügigen Ausbau des zweiten Ranges auf der Ostseite des Stadions erhöhte sich die Zuschauerkapazität, VIP-Logen nicht mitgerechnet, auf 81.044 Plätze.

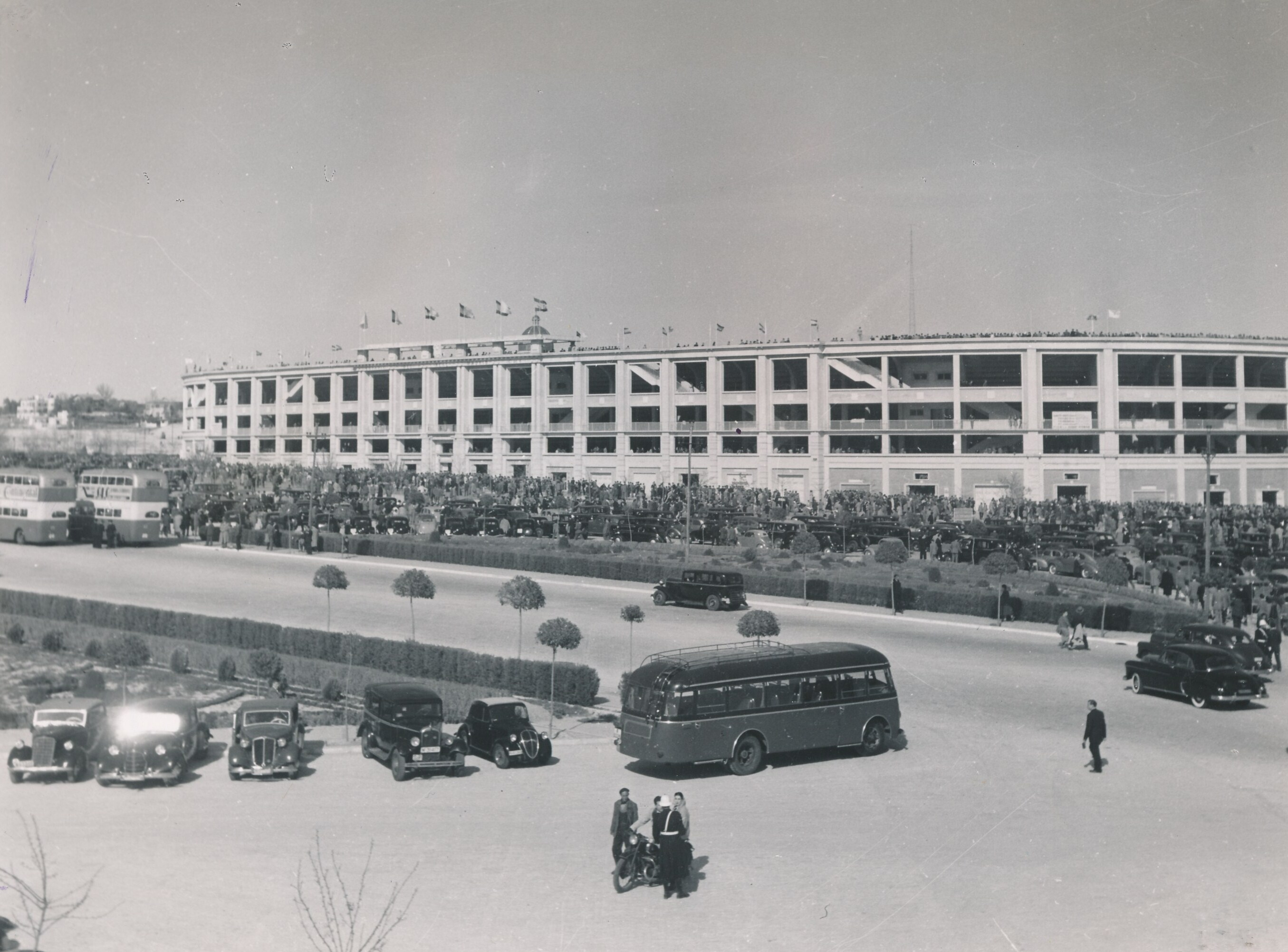
Außenansicht der Westfassade 1951
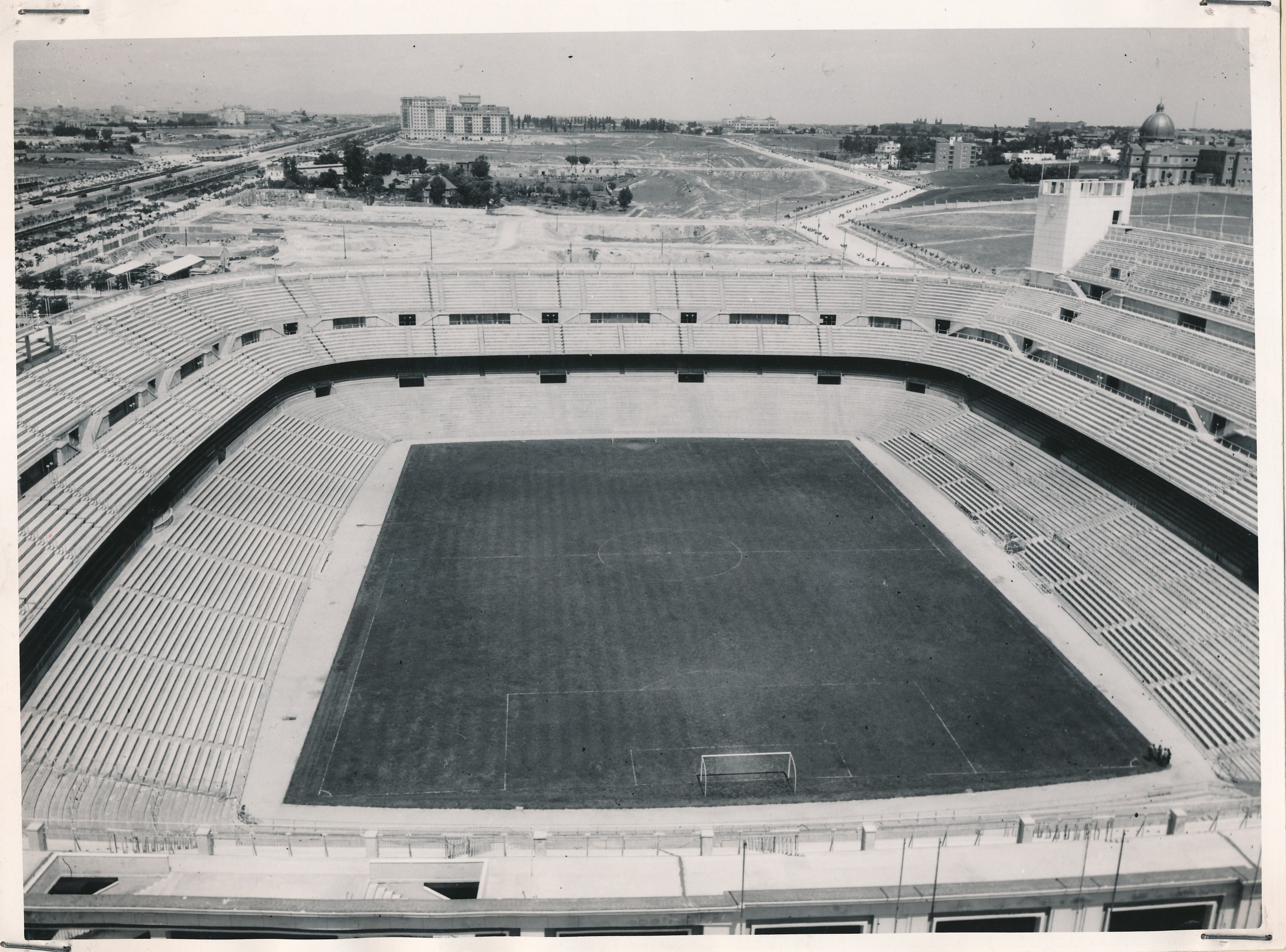
Santiago Bernabéu im November 1955 mit der erweiterten Osttribüne (rechts)
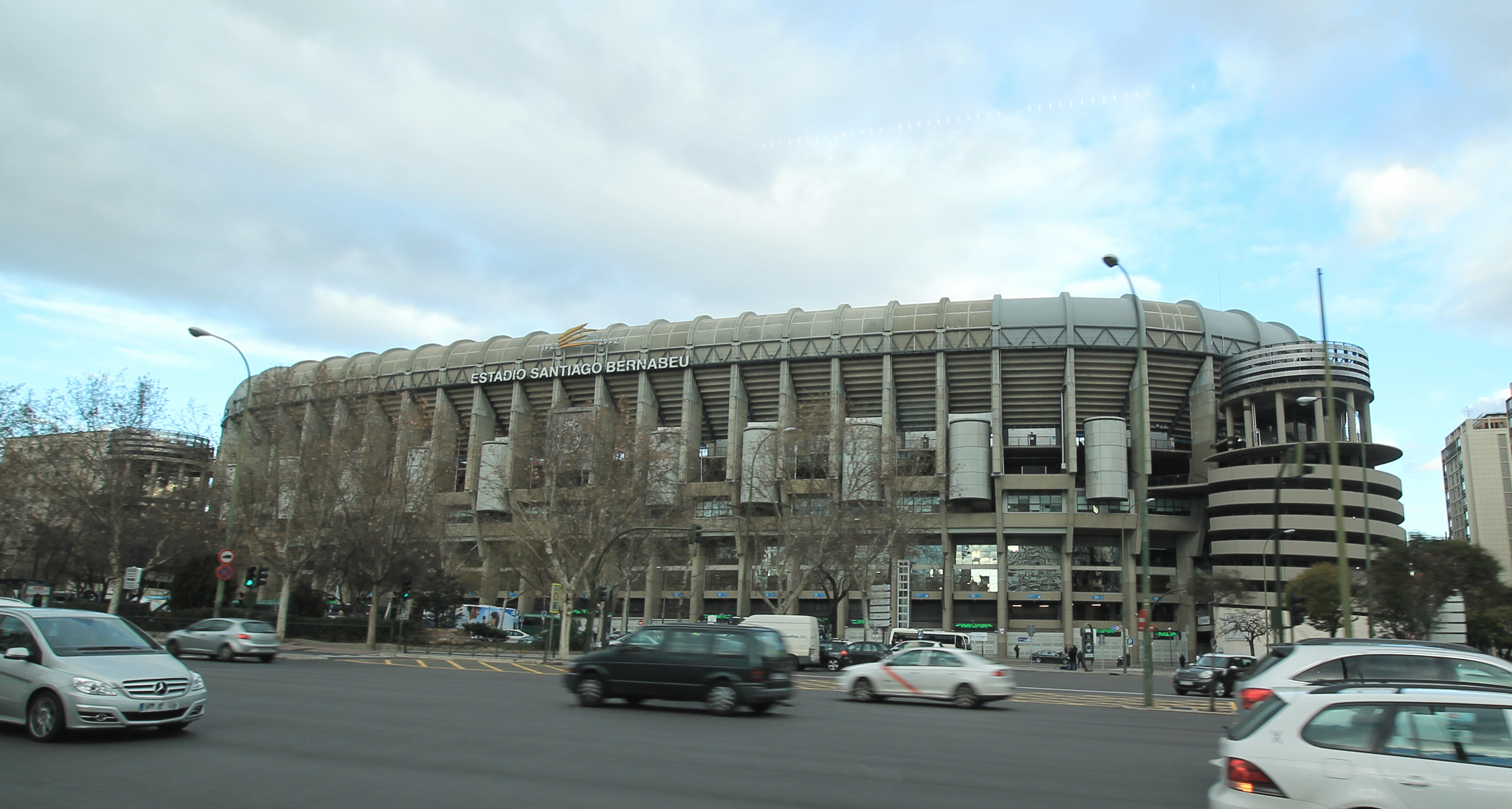
Außenansicht der Westfassade seit der Renovierung 1992–1994.
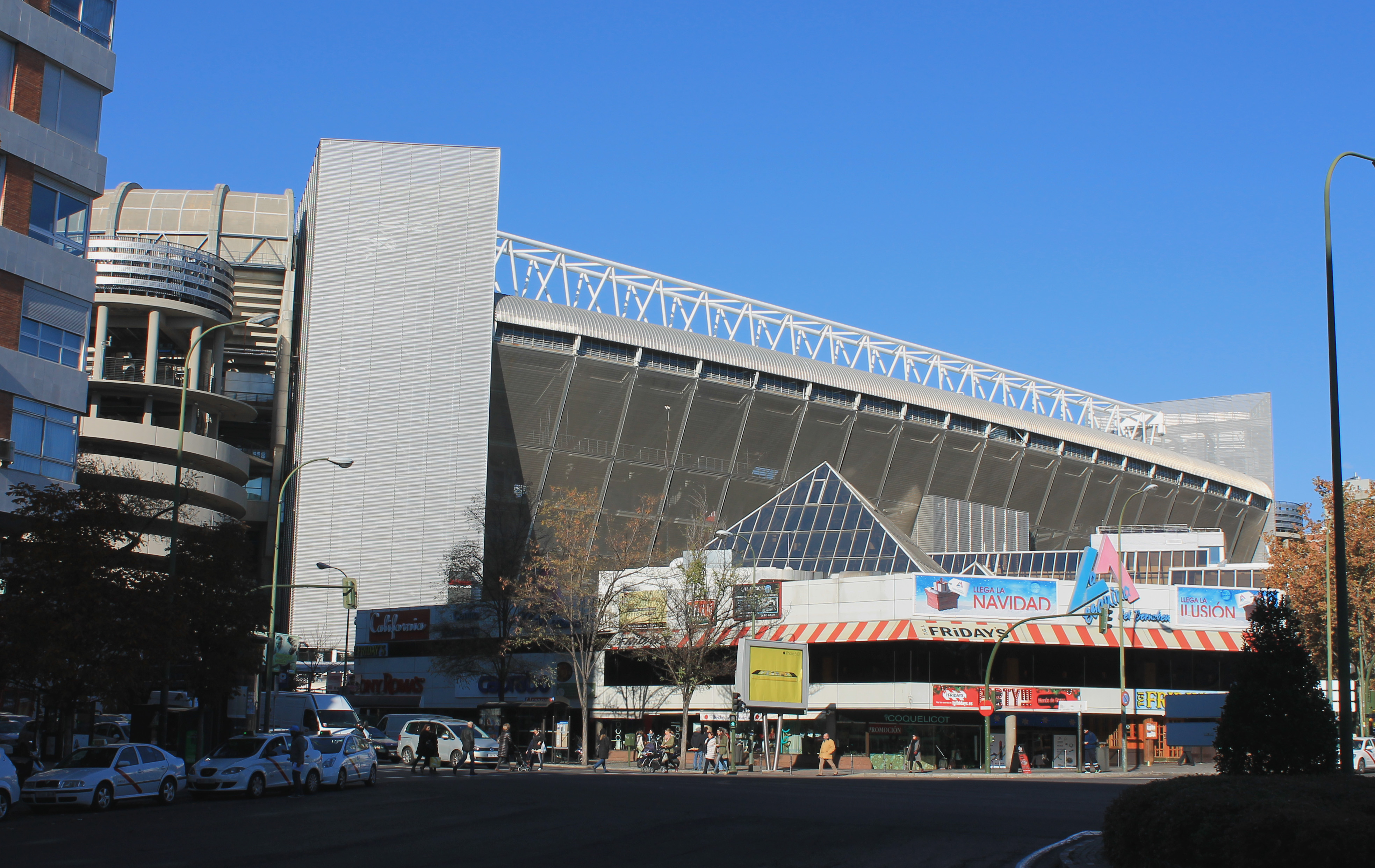
Ostfassade nach der Erweiterung 2003–2004.
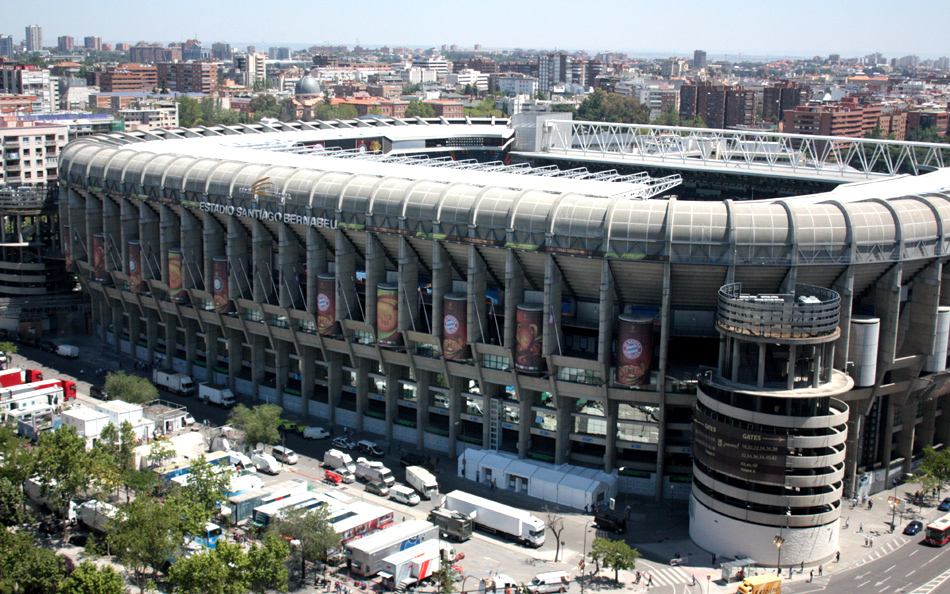
Außenansicht des Estadio Santiago Bernabéu 2010.

### Umbau seit 2019

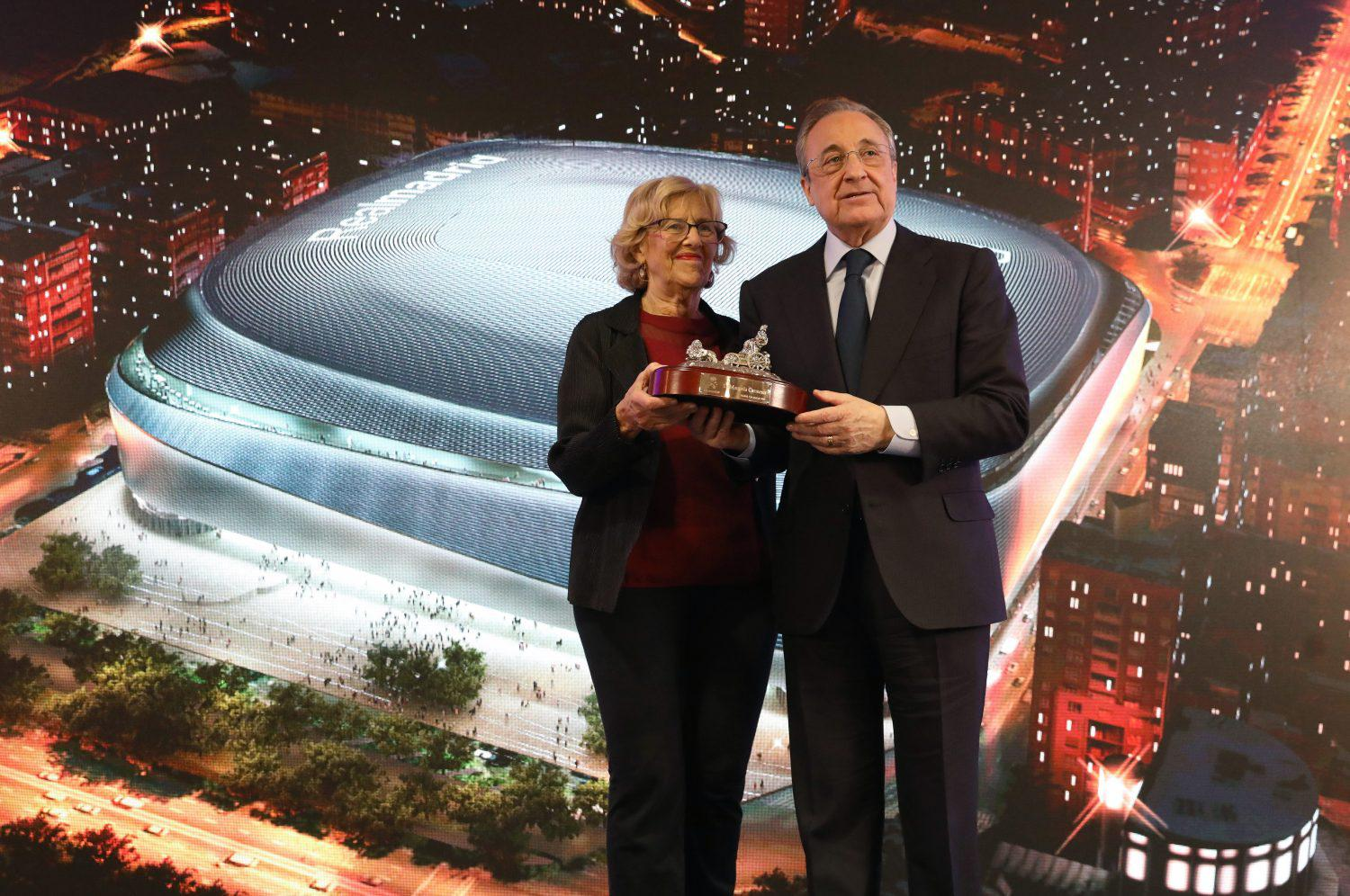
Manuela Carmena und Florentino Pérez während der Vorstellung des Umbauprojekts (April 2019).

Im September 2011 gab eine Delegiertenversammlung grünes Licht für einen Umbau, wonach das Stadion komplett umgestaltet werden soll. Am 15. November 2012 stimmten die Stadt Madrid und die Regionalregierung den Bauarbeiten am Stadion zu. Ein Teil des Übereinkommens zwischen dem Verein und der Stadtverwaltung war auch ein Immobilientausch, bei dem Real Madrid ein Grundstück auf der Westseite des Stadions, auf dem Paseo de la Castellana, erhalten sollte und im Gegenzug vereinseigene Gründe auf der Ostseite der Spielstätte sowie weitere Gelände im Stadtbezirk Carabanchel abgeben sollte. Auf der neu gewonnenen Baufläche wollte der Klub ursprünglich ein Einkaufszentrum sowie ein Hotel errichten. Am 11. Februar 2015 wurde jedoch bekannt, dass der Bebauungsplan vom Obersten Gerichtshof in Madrid für illegal erklärt und das Bauvorhaben damit vorerst gestoppt wurde. Demnach können Eingriffe in einem Stadtteil nicht durch ökologische Ausgleichsmaßnahmen in einem anderen Stadtteil kompensiert werden.
Nach erneuten Verhandlungen zwischen dem Klub und der Stadtregierung, kam es am 11. Oktober 2016 schließlich zu einer Übereinkunft. Die ursprünglich geplante Ausweitung des Stadions auf der Westseite ist nun nicht mehr Teil des Projekts. Den Zuschlag für die Renovierung bekam ein Entwurf des deutschen Architektenbüros Gerkan, Marg und Partner in Zusammenarbeit mit den spanischen L35 Arquitectos und Ribas & Ribas Arquitectos.

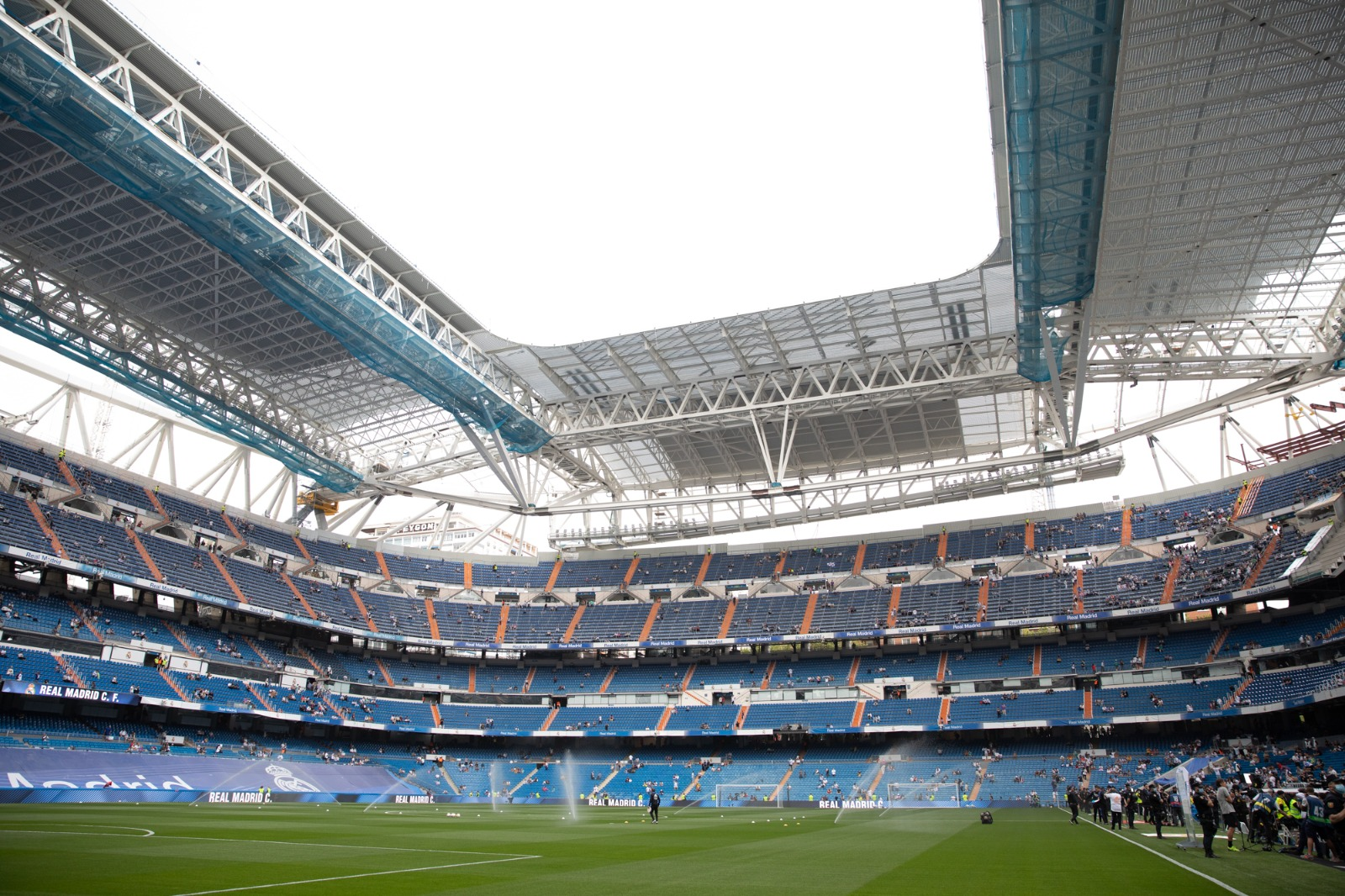
Neue Dachkonstruktion während der Umbauphase im Mai 2022

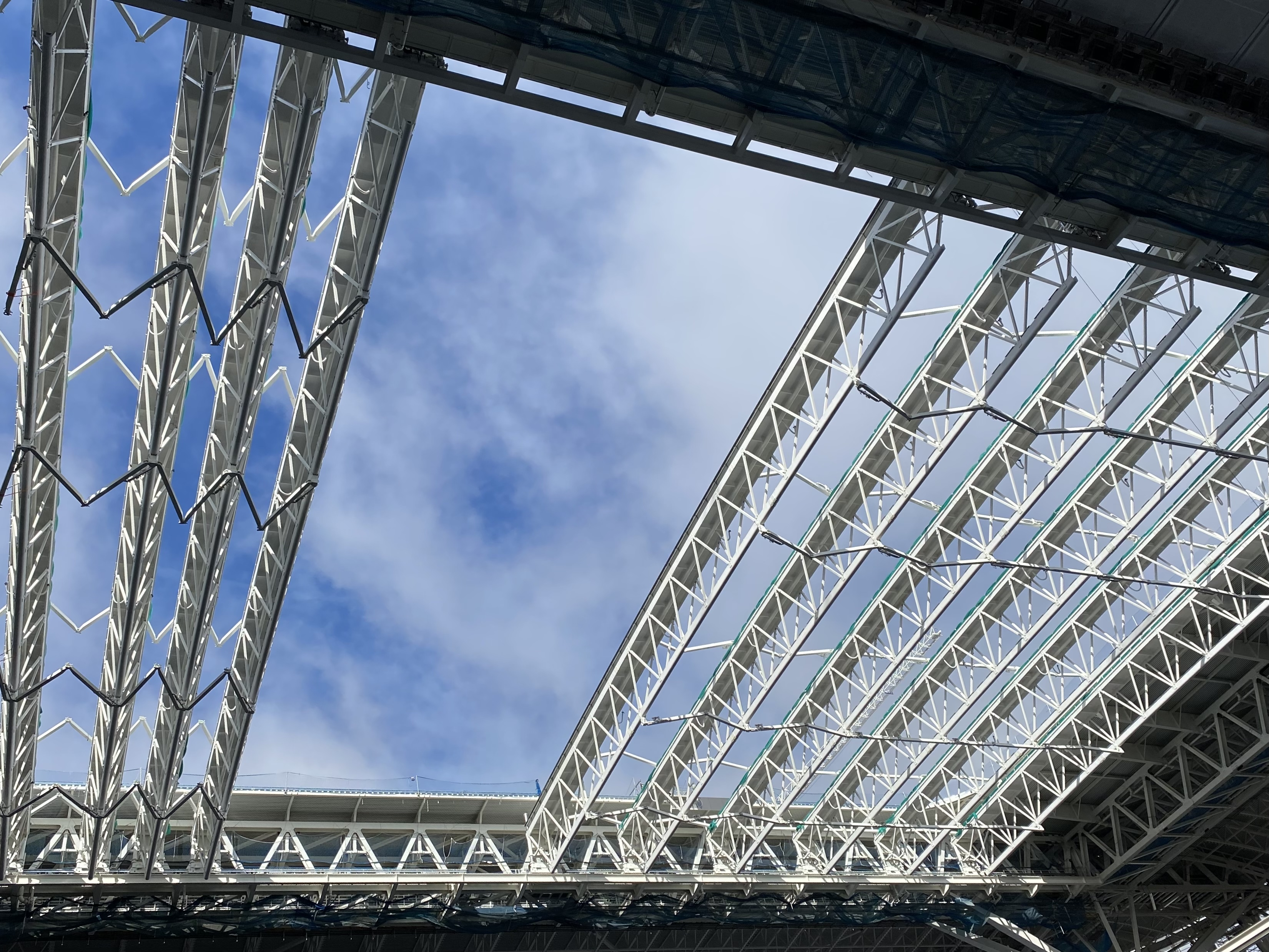
Bauarbeiten am verschließbarem Dach im März 2023

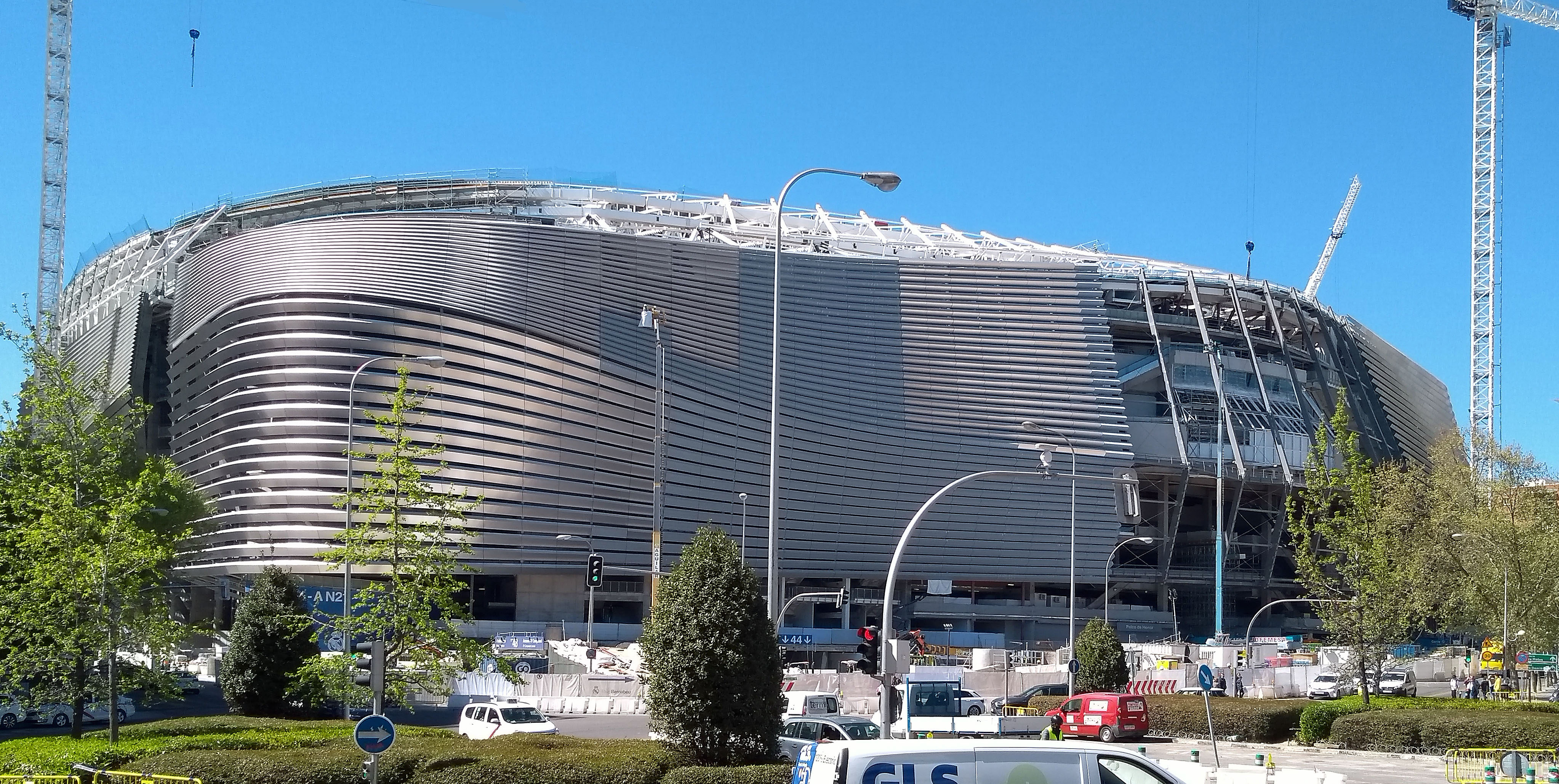
Ostfassade während der Bauarbeiten im April 2023

Im Juni 2019 begannen schließlich die von FCC geleiteten Umbauarbeiten des Santiago Bernabéu. Im Zuge der COVID-19-Pandemie kam es zu einer Unterbrechung der nationalen und internationalen Fußballwettbewerbe. Die spanische Meisterschaft 2019/20 wurde im März 2020, nach 27 von 38 Spieltagen, unterbrochen und erst im Juni wieder aufgenommen. Da die restlichen Spiele ohne Zuschauer ausgetragen werden mussten, entschloss sich Real Madrid dazu, die übrigen Begegnungen der Saison im Estadio Alfredo Di Stéfano zu bestreiten, um die Umbauarbeiten im Estadio Santiago Bernabéu, die während der Pandemie mehrere Wochen lang unterbrochen werden mussten, zügig voranzutreiben. Durch diese Lösung musste bei den Bauarbeiten keine Rücksicht auf den Spielbetrieb mehr genommen werden. Auch in der Saison 2020/21 bestritt die Profimannschaft ihre Heimspiele wegen der Corona-Pandemie vor Geisterkulisse im Estadio Alfredo Di Stéfano. Am 12. September 2021 kehrte der Club zur Ligapartie am 4. Spieltag gegen Celta Vigo in das Bernabéu zurück. Die Bereiche auf den Tribünen, auf denen noch gearbeitet wurde, wurden bei den Spielen mit Planen überdeckt. Es war nach 559 Tagen die erste Begegnung seit dem 1. März 2020 im Clásico gegen den FC Barcelona (2:0). Spanien war zu diesem Zeitpunkt eine Stadionauslastung von 40 Prozent erlaubt; dies hätte für die Rückkehr maximal 32.000 Zuschauer entsprochen. Den 5:2-Sieg, nach 1:2-Rückstand zur Pause, gegen Celta Vigo sahen vor Ort 19.874 Zuschauer. Die auf 525 Mio. Euro angesetzten Baukosten haben sich auf mindestens knapp 1.170 Mio. Euro erhöht, nicht zuletzt, da im ursprünglichen Projekt nicht vorgesehene Umbauten umgesetzt werden, wie etwa ein ausfahrbares Rasen-System und zwei zusätzliche Tiefgaragen. Auch die hohe Inflationsrate ab 2022 führte nach Angaben des Klubs zu erhöhten Baukosten. Der größte Teil des Umbaus konnte bis zum Saisonbeginn 2023/24 abgeschlossen werden, ohne dabei den Spielbetrieb zu stören, weitere Arbeiten, insbedondere in den Innenräumen des Stadions, sollen bis Sommer 2026 weitergeführt werden.

#### Überdachung und Außenfassade
Das umgebaute Stadion verfügt über eine neue Außenfassade aus Stahllamellen, die von Acerinox produziert wurden. Die mehr als 9000 t schwere Stahlkonstruktion, die das neue verschließbare Dach sowie die Fassade trägt, wurde von den Unternehmen Horta Coslada und Inbersa Estructuras Metálicas in Zusammenarbeit mit FCC gebaut. Das Skywalk, eine Freiluftpromenade, die das gesamte Stadion umrundet, sowie Aussichtsplattformen und Gastronomieeinrichtungen wurden ebenfalls in die neue Außenkonstruktion integriert. Auf der Ostseite wurde das Stadion um ein zugebautes elfstöckiges Gebäude sowie um eine neue Tribüne mit einem Fassungsvermögen von 3000 Zuschauern ausgeweitet. Im neuen Gebäude befindet sich nun unter anderem eine vom Madrider Brauunternehmen Mahou betriebene Mikrobrauerei mit angeschlossenem Lokal sowie ein offizieller Fanshop mit einer Verkaufsfläche von über 700 m². Am 2. September 2023 spielte Real Madrid bei der ersten Heimbegegnung der Saison 2023/24 gegen den FC Getafe mit geschlossenem Dach. Dies war zugleich eine Premiere im spanischen Fußball, noch nie war eine Ligabegegnung in einem geschlossenen Stadion ausgetragen worden. Der Vorgang des Schließens oder Öffnens dauert etwa 15 Minuten.

#### Einziehbarer Rasen (Hypogäum)
Eines der aufwendigsten Projekte, das realisiert wurde, ist eine rund 30 Meter tiefe unterirdische Lagerstätte für das Spielfeld. In die von SENER konzipierte und als Hypogäum getaufte Konstruktion, die sich auf der Westseite des Feldes am Rande der Westtribüne befindet, wird der Rasen in sechs Platten unterteilt eingezogen. Die Höhle ist vollständig klimatisiert und mit der nötigen Beleuchtung sowie Bewässerungsanlagen ausgestattet um das Fußballfeld dauerhaft zu beherbergen, weshalb dieses in der Regel nur unmittelbar vor den Spielen ausgefahren wird. Der einziehbare Rasen in Kombination mit der schließbaren Überdachung sind für den Klub von strategischer Bedeutung, da man das Santiago Bernabéu mit dem Umbau von einem reinen Fußballstadion in eine ganzjährig nutzbare Multifunktionsarena umwandeln wollte, die, ohne den regulären Spielbetrieb zu stören, neben Fußball auch andere Veranstaltungen wie z. B. Konzerte, Messen, Shows und diverse Sportwettbewerbe beherbergen kann, wovon sich Real Madrid gesteigerte Einnahmen erwartet. Im Anschluss an das erste Heimspiel der Saison 2023/24 am 2. September 2023, ging auch das automatisierte einziehbare Rasensystem in Betrieb und das Spielfeld wurde erstmalig, in sechs Platten unterteilt, im Hypogäum eingelagert. Am 14. September wurde der Rasen schließlich für die Meisterschaftsbegegnung gegen Real Sociedad wieder an die Oberfläche gebracht und installiert. Seither wird das Spielfeld in der Regel nach jedem Spiel unterirdisch gelagert, nur wenn mehrere Heimspiele innerhalb einer Woche ausgetragen werden, verbleibt der Rasen auf der Oberfläche.

#### Tiefgarage und logistischer Tunnel
Auf der Ostseite des Stadions entstand eine Tiefgarage mit Kapazität für rund 500 Fahrzeuge. Diese ist mit einem ebenfalls neu gebauten unterirdischen ringförmigen logistischen Tunnel verbunden, der über mehrere vertikale Verbindungen das gesamte Stadion versorgt. Zwischen der Parkgarage, dem ringförmigen Tunnel und dem Spielfeld bestehen ebenfalls mehrere Verbindungen, über die etwa für Veranstaltungen und Konzerte benötigte Materialien mittels LKWs einfach ins innere des Stadions transportiert werden können. Durch die Verlagerung der Stadionlogistik in die neue Garage, müssen Ladetätigkeiten nicht mehr außerhalb des Stadions im öffentlichen Raum durchgeführt werden. Auch die Rundfunk-Unternehmen, die zuvor ihre Busse an Spieltagen vor dem Stadion am Paseo de la Castellana abstellen mussten, nützen nun den neuen Parkplatz.

#### Außenbereiche
Durch die Verlagerung eines Großteils der Stadionlogistik in die neue unterirdische Garage auf der Ostseite, entstehen zwei öffentlich zugängliche Plätze auf der Plaza de los Sagrados Corazones im Osten und entlang des Paseo de la Castellana auf der Westseite des Stadions. Die Verschönerung und Begrünung dieser Flächen wird ebenso vom Klub Real Madrid finanziert wie der Bau von zwei weiteren öffentlichen Tiefgaragen mit zusammen rund 1800 Plätzen, die ab 2024 am Paseo de la Castellana und auf der Calle Padre Damián entstehen sollen. Die Metrostation Santiago Bernabéu der Linie 10 soll im Zuge des Stadionumbaus ebenfalls ausgebaut und renoviert werden, die Bauarbeiten hierfür starteten im Februar 2024 und sollen laut Planung im Jahr 2027 abgeschlossen sein.

#### 360° Videowand

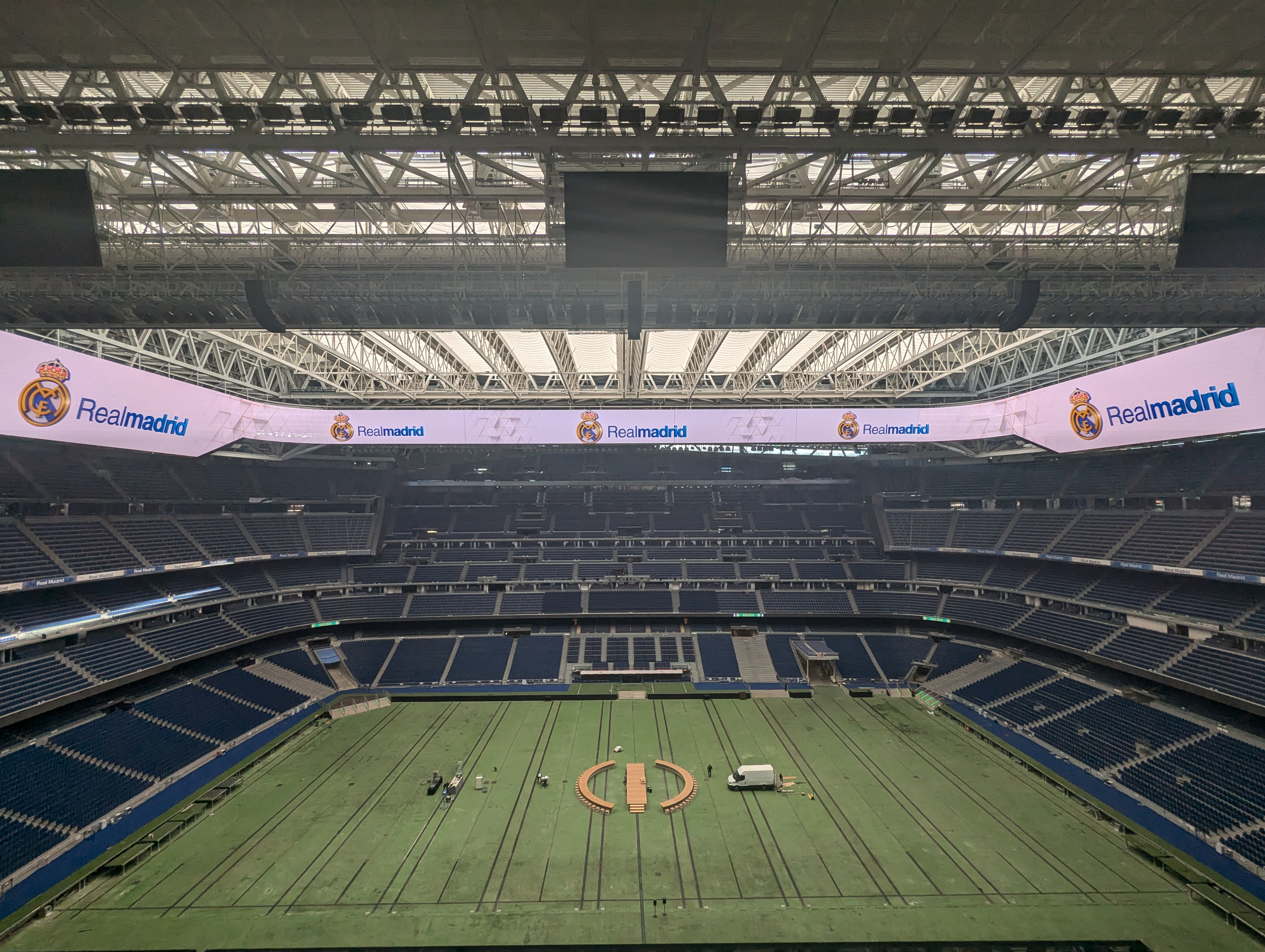
Innenansicht mit 360° Videowand sowie Betonoberfläche bei eingezogenem Rasen und geschlossener Überdachung im September 2024

Am 21. April 2024 ging bei der Meisterschaftsbegegnung gegen den FC Barcelona ein weiteres Element des umgebauten Stadions in Betrieb, die 360° Videowand. Die an der Unterseite des Daches angebrachte Konstruktion besteht aus einem 3.700 m² großen ringförmigen LED-Bildschirm mit einer leichten Neigung von 8°, der auf der Ost- und Westseite 6,5 m und auf der Nord- und Südseite 11 m Höhe misst. Auf der Hinterseite der Konstruktion sind zehn weitere Anzeigetafeln angebracht um auch den obersten Zuschauerrang mit Bildern zu versorgen, damit erhöht sich die Fläche an Bildschirmen unterhalb der Dachkonstruktion auf 4.300 m². Technischer Partner von Real Madrid bei der Realisierung des Projekts ist das US-amerikanische Unternehmen Daktronics. Vergleichbare 360°-Halo-Displays finden sich zum Zeitpunkt der Einweihung im SoFi Stadium (Infinity Screen von Samsung) und im Mercedes-Benz Stadium (Halo Board von Daktronics).

## Spiele

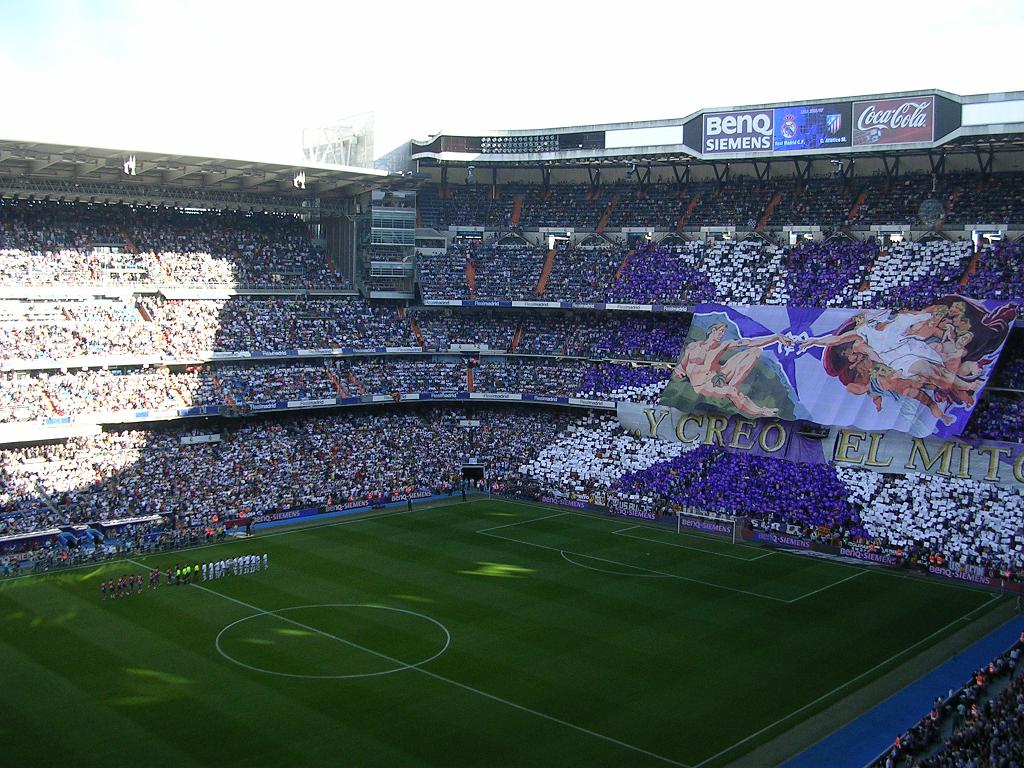
Fan-Choreografie beim Madrider Stadtderby 2006/07

Im Santiago-Bernabéu-Stadion gewann Real Madrid im Jahre 1957 vor 125.000 Zuschauern durch einen 2:0-Sieg zum zweiten Mal den Europapokal der Landesmeister. Auch Spaniens Nationalmannschaft erzielte in diesem Stadion einen ihrer größten Erfolge, als sie im Jahre 1964 im eigenen Land zum ersten Mal Europameister wurde.
Der ehemalige Spieler, Trainer und Sportdirektor Jorge Valdano des Vereins prägte für die Atmosphäre im Stadion den Begriff des „miedo escénico“, des Lampenfiebers. Diese Angst ergreife die Spieler der gegnerischen Mannschaften, wenn sie auf das Spielfeld einliefen und auf die steilen Ränge hinaufblickten. So war für deutsche Mannschaften das Santiago-Bernabéu-Stadion noch nie ein gutes Pflaster: Bei der Weltmeisterschaft 1982 verlor die DFB-Elf hier das Finale gegen Italien mit 1:3. Zwei Jahre zuvor scheiterte an gleicher Stelle der Hamburger SV im Finale des Europapokals der Landesmeister an Nottingham Forest (0:1). Nach einem 5:1 im Hinspiel musste Borussia Mönchengladbach 1985 im Achtelfinale des UEFA-Pokals in Madrid eine 0:4-Niederlage hinnehmen und schied aus dem Wettbewerb aus. Im Jahr 1986 verpasste schließlich der 1. FC Köln hier den UEFA-Cup-Gewinn. Nach einem 1:5 bei Real Madrid im Hinspiel konnte der 1. FC Köln im Rückspiel im Berliner Olympiastadion nur mit 2:0 gewinnen. 2010 verlor der FC Bayern München hier das Finale der Champions League gegen Inter Mailand.
Zwei Jahre später konnten die Bayern hier immerhin ein Elfmeterschießen im Rückspiel des Halbfinals der Champions League gegen die Madrilenen gewinnen (das eigentliche Spiel ging jedoch ebenfalls mit 1:2 verloren). In der folgenden Saison erlebte Borussia Dortmund zwei Erfolgserlebnisse: In der Gruppenphase rangen sie Real Madrid ein 2:2 ab, im Halbfinale gelang ihnen dann trotz einer 0:2-Niederlage aufgrund des 4:1-Hinspielsiegs der Finaleinzug.

### Torfall von Madrid

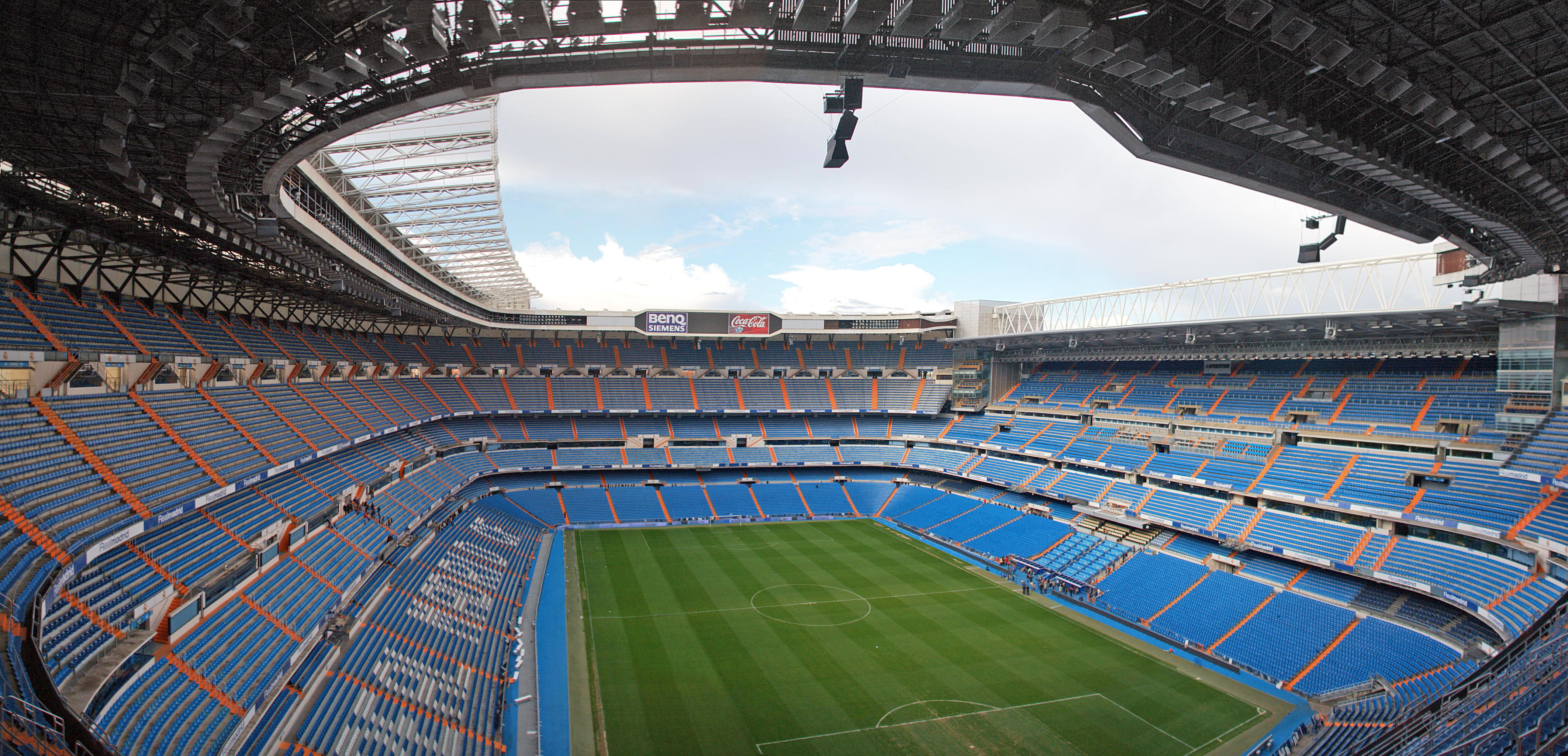
Santiago-Bernabéu-Stadion, Innenraum

Das Halbfinalspiel der UEFA Champions League 1997/98 am 1. April 1998 zwischen Real Madrid und Borussia Dortmund ging in die Geschichte ein, weil im Stadion vor Anpfiff des Spiels eines der Tore zusammenbrach. Fans hatten einen Schutzzaun erklommen, welcher zusammenbrach und das daran befestigte Tornetz samt Tor umriss. Es dauerte insgesamt 76 Minuten, bis ein neues Tor aufgestellt werden konnte. Danach wurde das Spiel mit einer mehr als 70-minütigen Verspätung angepfiffen.
In Deutschland wurde das Spiel von RTL übertragen; die Kommentatoren Marcel Reif und Günther Jauch mussten die Wartezeit auf das neue Tor aus dem Stegreif überbrücken, da nicht klar war, wie lange es bis zum Anpfiff dauern würde. RTL hatte an diesem Abend Einschaltquoten von bis zu 12 Millionen Zuschauern. Das Spiel selbst sahen nur noch etwa 6 Millionen Zuschauer. Jauch und Reif erhielten für ihre Leistung den Bayerischen Fernsehpreis.
Das Spiel endete 2:0 für Real Madrid. Borussia Dortmund legte bei der UEFA keine Beschwerde ein.

### Finale der Copa Libertadores 2018
Wegen schweren Krawallen rund um das Hinspiel um die südamerikanische Meisterschaft zwischen den argentinischen Vereinen Boca Juniors und River Plate wurde das Rückspiel des Finales der Copa Libertadores 2018 schließlich ins Estadio Bernabéu verlegt. Somit wurde am 9. Dezember 2018 zum ersten Mal ein Spiel eines nicht-europäischen Klubwettbewerbs hier ausgetragen.

## Weitere Veranstaltungen

### Papstbesuch 1982
Im Zuge der ersten Reise von Papst Johannes Paul II. nach Spanien, fand am 3. November 1982 ein Treffen mit rund 150.000 Jugendlichen im Estadio Santiago Bernabéu statt. Eine große Zahl an Besuchern verfolgte darüber hinaus das Treffen auf Videobildschirmen vor dem Stadion auf der Plaza de Lima.

### Spiele der National Football League
Im Vorfeld des Super Bowl LVIII verkündete die National Football League ab 2025 im Zuge ihrer internationalen Expansion ein Spiel der Regular Season im Estadio Santiago Bernabéu austragen zu wollen. Damit soll Madrid, nach London, München und Frankfurt, die vierte europäische Stadt sein, in der ein NFL-Spiel ausgetragen wird. Am 16. November 2025 treffen in der Woche 11 der Regulären Sasion die Miami Dolphins als Heimmannschaft auf die Washington Commanders. Zum ersten Mal überhaupt wird die amerikanische Profiliga in Spanien zu Gast sein.

### Basketball-Europameisterschaft 2029
Für die Ausrichtung der Basketball-Europameisterschaft 2029 wurde das Estadio Santiago Bernabéu als Austragungsort für das Eröffnungsspiel der Endrunde ausgewählt.

### Konzerte
Das Estadio Santiago Bernabéu war im Laufe der Geschichte Schauplatz zahlreicher Konzerte. Künstler wie zum Beispiel Julio Iglesias (1983 und 1989), Frank Sinatra (1986), The Pretenders (Get Close Tournee 1987), UB40 (1987), U2 (Joshua Tree Tournee 1987), Bruce Springsteen (Magic Tournee 2008, Wrecking Ball Tournee 2012 und The River Tournee 2016) oder The Rolling Stones (14-on-Fire-Tournee 2014) traten bisher im Stadion auf. Der 2019 begonnene Umbau des Stadions hatte unter anderem den Zweck es für Konzerte attraktiver zu machen, weshalb mit einer gesteigerten Aktivität zu rechnen ist. Im Jahr 2024 spielte Taylor Swift im Zuge der The Eras Tour ihre einzigen beiden Konzert in Spanien im Santiago Bernabéu, im selben Jahr traten auch die Künstler Duki, Manuel Carrasco, Luis Miguel, Karol G und Aventura im Stadion auf. Die gesteigerte Verwendung der Spielstätte als Konzertgebäude führte jedoch zu Protesten unter den Anrainern, die ein Überschreiten der Lärmschutzgrenzwerte beklagten. Aus diesem Grund entschloss sich Real Madrid letztlich dazu vorerst keine weiteren Musikveranstaltungen mehr durchzuführen, bis durch weitere Baumaßnahmen gewährleistet werden kann, dass die gesetzlichen Grenzwerte eingehalten werden können.

## Lage und öffentliche Verkehrsmittel
Das Santiago-Bernabéu liegt am Paseo de la Castellana, umgrenzt von den Straßen Concha Espina, Padre Damián und Rafael Salgado.
Das Stadion kann über die Linie 10 der Madrider U-Bahn (Station Santiago Bernabéu) sowie über die Cercanías Madrid (Station Nuevos Ministerios) erreicht werden.
Die Autobuslinien 14, 27, 40, 43, 120, 126, 147 und 150 sowie an Feiertagen die 68 halten ebenfalls an der Spielstätte.

## Sonstiges
Im Rahmen der globalen COVID-19-Pandemie stellte Real Madrid Ende März 2020 den Innenraum des Stadions zur Lagerung von Hilfsgütern zur Verfügung. Von dort aus sollen gezielt Altenheime und andere soziale Einrichtungen beliefert werden.